# Tetraneura persicina
Tetraneura persicina är en insektsart. Tetraneura persicina ingår i släktet Tetraneura och familjen långrörsbladlöss. Inga underarter finns listade i Catalogue of Life.